# Liste du patrimoine immobilier classé de Rochefort
Cette page regroupe l'ensemble du patrimoine immobilier classé de la ville belge de Rochefort.
| Objet | Année de construction / Architecte | Adresse                                                | Section communale  | Coordonnées                      | Numéro d’inventaire | Illustration |
| --- | ---------------------------------- | ------------------------------------------------------ | ------------------ | -------------------------------- | ------------------- | --- |
| Parc de l'ancien Hôtel des Roches |                                    |                                                        |                    | 50° 09′ 41″ nord, 5° 13′ 25″ est | 91114-CLT-0001-01   | Image manquanteTéléverser |
| Entièreté de la maison Jacquet |                                    | Rue Jacquet, n° 76                                     |                    | 50° 09′ 19″ nord, 5° 13′ 19″ est | 91114-CLT-0002-01   | Image manquanteTéléverser |
| Chapelle de Lorette ainsi que le calvaire et le Saint-Sépulcre qui lui sont proches (M) et ensemble formé par lesdits édifices, leurs abords immédiats et l'allée des tilleuls qui y conduit, avec la bordure de celle-ci (S) |                                    |                                                        |                    | 50° 09′ 19″ nord, 5° 13′ 40″ est | 91114-CLT-0005-01   | Image manquanteTéléverser |
| Chemin bordé de 49 tilleuls tricentenaires formant extension de classement de la Chapelle de Lorette, du calvaire et du Saint-Sépulcre et de l'ensemble formé par lesdits édifices, leurs abords immédiats et l'allée de tilleuls qui y conduit, avec la bordure de celle-ci. |                                    |                                                        |                    | 50° 09′ 16″ nord, 5° 13′ 21″ est | 91114-CLT-0006-01   | Image manquanteTéléverser |
| Ruines du château de Rochefort |                                    |                                                        |                    | 50° 09′ 18″ nord, 5° 13′ 14″ est | 91114-CLT-0007-01   | Ruines du château de Rochefort |
| Les tours, remparts et murs d'enceinte de l'ancien château de Rochefort (M) et ensemble formé par les ruines de l'ancien château, les jardins qui l'entourent ainsi que les remparts et le château moderne avec annexes (S) |                                    |                                                        |                    | 50° 09′ 22″ nord, 5° 13′ 15″ est | 91114-CLT-0008-01   | Les tours, remparts et murs d'enceinte de l'ancien château de Rochefort (M) et ensemble formé par les ruines de l'ancien château, les jardins qui l'entourent ainsi que les remparts et le château moderne avec annexes (S) |
| Ensemble formé par la carrière de marbre Saint-Rémy |                                    |                                                        |                    | 50° 11′ 12″ nord, 5° 13′ 44″ est | 91114-CLT-0009-01   | Image manquanteTéléverser |
| Parcelle de terrain formant extension du site de la carrière de marbre Saint-Rémy |                                    |                                                        |                    | 50° 11′ 13″ nord, 5° 13′ 41″ est | 91114-CLT-0010-01   | Image manquanteTéléverser |
| Immeuble (façades et toitures) sis rue des Tanneries, n° 6 |                                    | Rue des Tanneries n° 6                                 |                    | 50° 09′ 42″ nord, 5° 13′ 12″ est | 91114-CLT-0011-01   | Image manquanteTéléverser |
| Façades, toitures ainsi que les grilles placées devant la maison sise rue de Behogne n° 46 à Rochefort (M) ainsi que l'ensemble formé par cette maison, les grilles, le trottoir et le pavement de la chaussée (S) |                                    | Rue de Behogne n° 46, Rochefort                        |                    | 50° 09′ 40″ nord, 5° 13′ 22″ est | 91114-CLT-0012-01   | Image manquanteTéléverser |
| Square François Crépin |                                    |                                                        |                    | 50° 09′ 28″ nord, 5° 13′ 14″ est | 91114-CLT-0013-01   | Image manquanteTéléverser |
| Chêne séculaire |                                    |                                                        |                    | 50° 08′ 39″ nord, 5° 12′ 55″ est | 91114-CLT-0014-01   | Image manquanteTéléverser |
| Site de la Laide Fosse |                                    |                                                        |                    | 50° 08′ 22″ nord, 5° 12′ 09″ est | 91114-CLT-0015-01   | Image manquanteTéléverser |
| Maison (façades, pignons et toitures) |                                    | Rue Jacquet n° 99                                      |                    | 50° 09′ 14″ nord, 5° 13′ 15″ est | 91114-CLT-0016-01   | Image manquanteTéléverser |
| Tour des Anciens remparts, |                                    | Place Lafayette, achterzijde huis aan rue Jacquet n°99 |                    | 50° 09′ 13″ nord, 5° 13′ 16″ est | 91114-CLT-0017-01   | Image manquanteTéléverser |
| Maison (façade du rez-de-chaussée et du premier étage, à l'exclusion des toitures) |                                    | Rue Jacquet n° 77                                      |                    | 50° 09′ 16″ nord, 5° 13′ 17″ est | 91114-CLT-0019-01   | Image manquanteTéléverser |
| Fortification antique du Tienne de la Roche |                                    |                                                        |                    | 50° 08′ 20″ nord, 5° 10′ 32″ est | 91114-CLT-0020-01   | Image manquanteTéléverser |
| Vestiges d'une forteresse dite Vieux Château |                                    |                                                        |                    | 50° 09′ 21″ nord, 5° 14′ 22″ est | 91114-CLT-0021-01   | Image manquanteTéléverser |
| L'église Saint-Michel et le mur du cimetière (M) et ensemble formé par cet édifice, les tilleuls, le cimetière et la place (S) |                                    | Ave                                                    |                    | 50° 06′ 31″ nord, 5° 08′ 33″ est | 91114-CLT-0022-01   | Image manquanteTéléverser |
| Chapelle Saint-Lambert (M) et ensemble formé par cette chapelle, les deux tilleuls et les abords (S) |                                    | Auffe                                                  |                    | 50° 06′ 45″ nord, 5° 10′ 03″ est | 91114-CLT-0023-01   | Chapelle Saint-Lambert (M) et ensemble formé par cette chapelle, les deux tilleuls et les abords (S) |
| La Chapelle Saint-Remi | XIIe et XVIIIe siècles             |                                                        | Hamerenne          | 50° 08′ 37″ nord, 5° 12′ 50″ est | 91114-CLT-0024-01   | La Chapelle Saint-Remi |
| Chapelle Saint-Barthélemy | 1759                               | Jamblinne                                              |                    | 50° 09′ 47″ nord, 5° 07′ 19″ est | 91114-CLT-0026-01   | Image manquanteTéléverser |
| Château de Lavaux-Sainte-Anne |                                    |                                                        | Lavaux-Sainte-Anne | 50° 06′ 58″ nord, 5° 05′ 30″ est | 91114-CLT-0027-01   | Château de Lavaux-Sainte-Anne |
| Ferme attenante au château de Lavaux-Sainte-Anne |                                    |                                                        |                    | 50° 06′ 57″ nord, 5° 05′ 31″ est | 91114-CLT-0028-01   | Ferme attenante au château de Lavaux-Sainte-Anne |
| Ensemble formé par les vestiges de la Villa romaine dite de Malagne ou Neufchâteau et de ses dépendances ainsi que des terres de pierrailles appelés marchets, situés près de la villa (site archéologique de Malagne) |                                    |                                                        |                    | 50° 09′ 41″ nord, 5° 14′ 20″ est | 91114-CLT-0029-01   | Image manquanteTéléverser |
| Vestiges du corps de logis de la villa gallo-romaine de la Malagne |                                    |                                                        |                    | 50° 09′ 44″ nord, 5° 14′ 36″ est | 91114-CLT-0030-01   | Image manquanteTéléverser |
| Maison (façades et toitures) |                                    | Rue Jacquet n° 96                                      |                    | 50° 09′ 16″ nord, 5° 13′ 14″ est | 91114-CLT-0031-01   | Image manquanteTéléverser |
| Chapelle de Génimont et ses abords |                                    |                                                        |                    | 50° 07′ 16″ nord, 5° 06′ 44″ est | 91114-CLT-0032-01   | Image manquanteTéléverser |
| Point de vue de Forzée |                                    |                                                        |                    | 50° 13′ 43″ nord, 5° 10′ 45″ est | 91114-CLT-0033-01   | Image manquanteTéléverser |
| Ancien moulin de Lessive (façades, toitures, machinerie, parties maçonnées du bief) (M) et plaine alluviale de la Lesse depuis le barrage en amont jusqu'à l'île en aval (S) |                                    |                                                        |                    | 50° 08′ 35″ nord, 5° 08′ 44″ est | 91114-CLT-0034-01   | Image manquanteTéléverser |
| Ferme Cavillot (façades et toitures), sise à Génimont (M) et ensemble formé par cette ferme et les terrains environnants (S) |                                    | Rue du Jardinia n° 13, Génimont                        |                    | 50° 07′ 11″ nord, 5° 06′ 39″ est | 91114-CLT-0035-01   | Image manquanteTéléverser |
| Chapelle Saint-Nicolas, dite chapelle Reine-Astrid (M) et ensemble formé par cet édifice et les terrains environnants (S) | 1770                               |                                                        | Briquemont         | 50° 10′ 40″ nord, 5° 08′ 53″ est | 91114-CLT-0036-01   | Image manquanteTéléverser |
| Grotte le Trou Maulin et l'endroit appelé Beauregard |                                    |                                                        |                    | 50° 09′ 24″ nord, 5° 13′ 28″ est | 91114-CLT-0037-01   | Image manquanteTéléverser |
| La mare du village de Wavreille |                                    |                                                        |                    | 50° 07′ 23″ nord, 5° 14′ 47″ est | 91114-CLT-0038-01   | Image manquanteTéléverser |
| Extension du site formé par la mare du village de Wavreille |                                    |                                                        |                    | 50° 07′ 24″ nord, 5° 14′ 46″ est | 91114-CLT-0039-01   | Image manquanteTéléverser |
| Allée de marronniers devant la sortie des grottes de Han-sur-Lesse |                                    |                                                        |                    | 50° 07′ 20″ nord, 5° 11′ 21″ est | 91114-CLT-0040-01   | Image manquanteTéléverser |
| Ensemble formé par l'Anticlinal et les terrains communaux de part et d'autre de la Cluse du Ry d'Ave à Han-sur-Lesse |                                    | Han-sur-Lesse                                          |                    | 50° 07′ 03″ nord, 5° 10′ 25″ est | 91114-CLT-0041-01   | Ensemble formé par l'Anticlinal et les terrains communaux de part et d'autre de la Cluse du Ry d'Ave à Han-sur-Lesse |
| Site du Belvédère ou Rochers de Serin |                                    |                                                        |                    | 50° 08′ 01″ nord, 5° 11′ 40″ est | 91114-CLT-0042-01   | Image manquanteTéléverser |
| Pont de pierre sur la Wimbe (M) et ensemble formé par ce pont et l'environnement du château et de la ferme (S) |                                    |                                                        | Lavaux-Sainte-Anne | 50° 06′ 57″ nord, 5° 05′ 35″ est | 91114-CLT-0043-01   | Image manquanteTéléverser |
| Façades et toitures (sauf revêtement synthétique) de la ferme du XVIIIe siècle située à proximité du château de Lavaux-Sainte-Anne, à l'exception de l'annexe du XIXe siècle (M) ainsi qu'un périmètre de 4 parcelles cadastrales décrivant un triangle, ceinturé à l'arrière par la Wimbe et longé sur les deux autres côtés par la rue du château et le chemin de Neuville (S) |                                    |                                                        | Lavaux-Sainte-Anne | 50° 06′ 55″ nord, 5° 05′ 35″ est | 91114-CLT-0044-01   | château de Lavaux-Sainte-Anne |
| Les prairies ou landes du Tienne Moseray (+ TELLIN/Resteigne) |                                    |                                                        |                    | 50° 05′ 57″ nord, 5° 10′ 13″ est | 91114-CLT-0048-01   | Image manquanteTéléverser |
| Le château de Lavaux-Sainte-Anne |                                    |                                                        | Lavaux-Sainte-Anne | 50° 06′ 58″ nord, 5° 05′ 30″ est | 91114-PEX-0001-03   | Le château de Lavaux-Sainte-Anne |
| L'ensemble formé par l'Anticlinal et les terrains communaux de part et d'autre de la Cluse du Ry d'Ave à Han-sur-Lesse |                                    | Han-sur-Lesse                                          | Auffe              | 50° 07′ 03″ nord, 5° 10′ 25″ est | 91114-PEX-0002-03   | L'ensemble formé par l'Anticlinal et les terrains communaux de part et d'autre de la Cluse du Ry d'Ave à Han-sur-Lesse |